# Los Angeles Rams
O Los Angeles Rams é um time profissional de futebol americano baseado em Inglewood, Califórnia, nos Estados Unidos. Os Rams competem na National Football League (NFL) pela conferência NFC, divisão Oeste.
O L.A. Rams possui dois títulos da liga (1945 e 1951) e venceu dois títulos de Super Bowl (XXXIV e LVI). São a única equipe da liga a vencer campeonatos por três cidades diferentes (Cleveland em 1945, Los Angeles em 1951 e 2021, e St. Louis em 1999).
A franquia começou como Cleveland Rams em 1936 na cidade de Cleveland, em Ohio. O dono do clube era Homer Marshman e apresentou jogadores famosos como William "Bud" Cooper, Harry "The Horse" Mattos, Stan Pincura e Mike Sebastian. Damon "Buzz" Wetzel era o gerente geral.
Depois de vencer o título da NFL de 1945, a franquia se mudou para Los Angeles, Califórnia, em 1946, mantendo o nome Rams, tornando-se a única equipe campeão da NFL a jogar a seguinte temporada em outra cidade. O clube jogou seus jogos em casa no Los Angeles Memorial Coliseum. Após a temporada de 1979, os Rams se mudaram para Anaheim, na zona metropolitana de Los Angeles, onde dividiram o Anaheim Stadium com os California Angels por quinze temporadas (1980–94).
Após a temporada de 1994, o clube se mudou para Missouri, se tornando o St. Louis Rams. Eles se tornaram o segundo time da NFL a se assentar em St. Louis; sendo o primeiro os Cardinals (que agora estão em Arizona). Cinco temporadas depois de se mudar, os Rams conquistaram seu primeiro Super Bowl em 2000, no Missouri, com um time liderado pelo quarterback Kurt Warner apelidado "Greatest Show on Turf" ("Maior Show na Grama"). A equipe venceu o Super Bowl XXXIV em uma vitória de 23-16 sobre o Tennessee Titans.
Então, após a temporada de 2015, os donos dos times da NFL aprovaram (por 30 votos a 2) a mudança dos Rams de volta para a cidade de Los Angeles. A equipe manda seus jogos no SoFi Stadium, em Inglewood.

## História

### Cleveland Rams (1936–1945)
O Cleveland Rams foi fundado em 1936 pelo advogado de Ohio, Homer Marshman e pelo jogador-treinador Damon Wetzel, um jogador que também jogou brevemente no Chicago Bears e Pittsburgh Pirates. Wetzel, que serviu como gerente geral, escolheu o "Rams", porque seu time favorito de futebol da faculdade era o Fordham Rams, da Fordham University; Marshman, o principal proprietário, também gostou da escolha do nome. A equipe fazia parte da recém-formada American Football League e terminou a temporada regular de 1936 em segundo lugar com uma campanha de 5-2-2, ficando atrás apenas da campanha de 8–3 do campeão da liga, Boston Shamrocks.
Os Rams se juntaram à National Football League em 12 de fevereiro de 1937 e foram designados para a Western Division. Os Rams seriam o quarto de uma série de times de curta duração baseados em Cleveland, seguindo o Cleveland Tigers, Cleveland Bulldogs e o Cleveland Indians. Desde o início, eles eram uma equipe marcada por movimentos frequentes, jogando em três estádios ao longo de várias temporadas perdedoras. No entanto, a equipe contou com o MVP da temporada de 1939, o novato Parker Hall.
Em junho de 1941, os Rams foram comprados por Dan Reeves e Fred Levy Jr. Reeves, um herdeiro do negócio da rede de supermercados de sua família que havia sido comprado pela Safeway e usou parte de sua herança para comprar sua parte da equipe. A família de Levy era dona da rede de lojas de departamentos Levy Brothers, em Kentucky, e ele também passou a ser dono da Riverside International Raceway. Levy possuía parte dos Rams, com Bob Hope, outro dos proprietários, até que Reeves comprou seus parceiros em 1962.
A franquia suspendeu as operações e ficou de fora da temporada de 1943 devido à escassez de jogadores durante a Segunda Guerra Mundial e voltou a jogar em 1944. A equipe finalmente obteve sucesso em 1945, que provou ser sua última temporada em Ohio. Adam Walsh assumiu como treinador dessa temporada. O quarterback Bob Waterfield, um novato de UCLA, ganhou o prêmio de melhor jogador do campeonato e ajudou os Rams conseguir uma campanha de 9-1 em temporada regular e venceu seu primeiro título da NFL sobre o Washington Redskins por 15-14.

### Primeira passagem por Los Angeles (1946–1994)

#### 1946–1948: Inicio em Los Angeles
Em 12 de janeiro de 1946, foi negado um pedido de Reeves pelos outros proprietários da NFL para mover o Cleveland Rams para Los Angeles e para o então Los Angeles Memorial Coliseum que tinha 103.000 lugares. Ele ameaçou terminar seu relacionamento com a NFL e sair do negócio de futebol americano profissional, a menos que a transferência para Los Angeles fosse permitida. Um acordo foi alcançado e, como resultado, Reeves foi autorizado a mudar sua equipe para Los Angeles. Consequentemente, a NFL tornou-se a primeira indústria profissional de entretenimento esportivo de costa a costa.
A partir de 1933, quando Joe Lillard deixou o Chicago Cardinals, em 1946, não havia jogadores negros no futebol americano profissional. Depois que os Rams recebeu aprovação para se mudar para Los Angeles, eles entraram em negociações para arrendar o Los Angeles Memorial Coliseum. Os Rams foram avisados de que uma pré-condição para eles obterem um contrato de locação era que eles teriam que integrar a equipe com pelo menos um afro-americano; os Rams concordaram com esta condição. Posteriormente, os Rams contrataram Kenny Washington em 21 de março de 1946. A contratação de Washington causou polêmica entre os donos das franquias da NFL. Os Rams adicionaram um segundo jogador negro, Woody Strode, em 7 de maio de 1946, dando a eles dois jogadores negros na temporada de 1946.
Os Rams foram o primeiro time da NFL a jogar em Los Angeles (os Los Angeles Buccaneers eram estritamente uma equipe itinerante), mas eles não eram o único time de futebol americano profissional a jogar seus jogos em casa no Coliseu entre 1946 e 1949. A recente All-America Football Conference fez com que o Los Angeles Dons também competissem lá. Reeves estava apostando que Los Angeles estava pronta para seu próprio time de futebol profissional - e de repente havia dois na Cidade dos Anjos. Reeves provou estar correto quando os Rams jogaram seu primeiro jogo de pré-temporada contra o Washington Redskins na frente de uma multidão de 95.000 torcedores. A equipe terminou sua primeira temporada em Los Angeles com uma campanha de 6-4-1, em segundo lugar atrás do Chicago Bears. No final da temporada, Walsh foi demitido como treinador principal. O Coliseu seria a casa dos Rams por mais de 30 anos, mas a instalação já tinha mais de 20 anos no dia do primeiro pontapé inicial.
Em 1948, o halfback Fred Gehrke pintou chifres nos capacetes do Rams, fazendo o primeiro emblema de capacete moderno no futebol americano profissional.

#### 1949-1956: Formação de três pontas

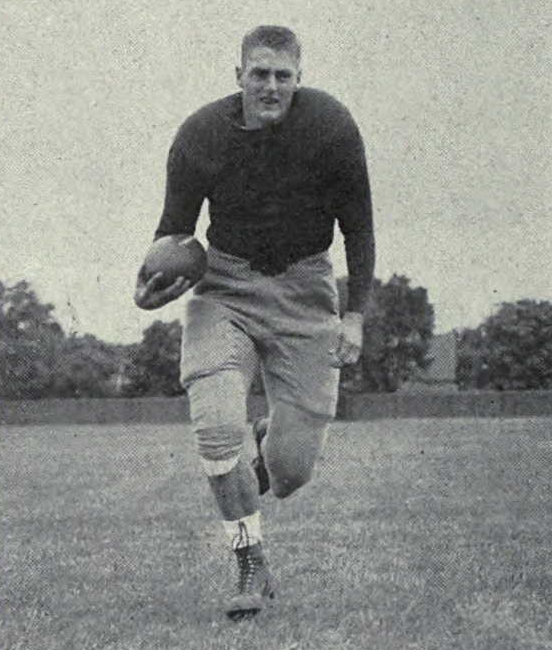
Elroy Hirsch passou nove temporadas no Los Angeles Rams de 1949 a 1957

O primeiro auge dos Rams no sul da Califórnia foi de 1949 a 1955, quando eles jogaram quatro vezes na Final da NFL da era pré-Super Bowl, vencendo uma vez em 1951.
Durante esse período, eles tiveram o melhor ataque da NFL. Os jogadores ofensivos deste período foram os wide receiver Elroy Hirsch, Van Brocklin e Waterfield. Durante a temporada do título de 1951, Hirsch teve uma impressionante marca de 1.495 jardas de recepção com 17 touchdowns. A popularidade deste ataque permitiu que o Los Angeles Rams se tornasse o primeiro time de futebol americano profissional a ter todos os seus jogos televisionados em 1950.

#### 1957-1964: Recém-chegados a Los Angeles e recordes de público
No final dos anos 1950 e início dos anos 1960, o Los Angeles Rams deixou de ser a única grande franquia de esportes profissionais no sul da Califórnia. O Los Angeles Dodgers se mudaram do Brooklyn em 1958, o Los Angeles Chargers da AFL foram fundados em 1960, o Los Angeles Lakers se mudaram de Minneapolis em 1960 e o Los Angeles Angels foram concedidos a Gene Autry em 1961. Apesar disso, os Rams continuaram a prosperar no sul da Califórnia. Nos dois primeiros anos após os Dodgers se mudarem para a Califórnia, os Rams tiveram uma média de público de 83.681 em 1958 e 74.069 em 1959. Os Rams eram tão populares em Los Angeles que os recém-chegados Chargers decidiram se mudar para San Diego em vez de tentar competir com eles. O Los Angeles Times descreveu a situação dos Chargers: "Hilton [o dono dos Chargers na época] percebeu rapidamente que enfrentar os Rams em LA era como bater a cabeça contra a parede".
Durante esse tempo, os Rams não tiveram tanto sucesso no campo quanto durante a primeira década. O registro combinado da equipe de 1957 a 1964 era de 24-35 (0,408), mas os Rams continuavam a lotar o cavernoso Los Angeles Memorial Coliseum regularmente. Enquanto o comparecimento médio da National Football League variou entre os 30.000 e os 40.000 pessoas durante esse período, os Rams estavam atraindo de 10.000 a 40.000 torcedores a mais do que a média da liga. Em 1957, os Rams estabeleceram o recorde de comparecimento de todos os tempos da NFL que permaneceu até 2006 e quebraram a marca de 100.000 pessoas duas vezes durante a campanha de 1958.

#### 1965-1969: O quarteto temível
Os anos 1960 foram definidos pela grande linha defensiva dos Rams composta por: Rosey Grier, Merlin Olsen, Deacon Jones e Lamar Lundy, apelidados de "Fearsome Foursome". Foi esse grupo de jogadores que restaurou o brilho em campo da franquia em 1967, quando os Rams chegaram (mas perderam) o campeonato da conferência sob o comando do lendário treinador George Allen. Aquele esquadrão de 1967 se tornou o primeiro time da NFL a superar um milhão de espectadores em uma temporada, um feito que os Rams repetiu no ano seguinte. Em cada um desses dois anos, o L.A. Rams atraiu quase o dobro do número de torcedores que poderiam ser acomodados pelo estádio atual por uma temporada completa.
George Allen liderou os Rams de 1966 a 1970 e introduziu muitas inovações, incluindo a contratação de um jovem Dick Vermeil como um dos primeiros treinadores de equipes especiais. Embora Allen aproveitasse cinco temporadas consecutivas vitoriosas e ganhasse dois títulos de divisão em seu tempo com os Rams, ele nunca venceu um jogo de playoff com a equipe, perdendo em 1967 para o Green Bay Packers por 28-7 e em 1969 para o Minnesota Vikings por 23-20. Allen sairia após a temporada de 1970 para assumir o cargo de treinador principal do Washington Redskins.

#### 1970–1972: Mudanças

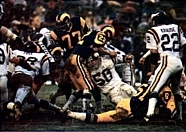
Os Rams jogam contra os Vikings no Divisional Round de 1977

O quarterback Roman Gabriel jogou onze temporadas pelos Rams de 1962 a 1972. De 1967 a 1971, Gabriel levou os Rams a um primeiro ou segundo lugar em sua divisão. Ele foi eleito o MVP da NFL em 1969, por uma temporada em que ele jogou para 2.549 jardas e 24 TDs enquanto liderava os Rams para os playoffs. Durante a temporada de 1970, Gabriel combinou com seu principal receptor, Jack Snow, em 51 recepções, totalizando 859 jardas. Isso provaria ser a melhor temporada de suas oito temporadas como companheiros de equipe.
Em 1972, o industrialista de Chicago, Robert Irsay, comprou os Rams por 19 milhões de dólares e depois trocou a franquia com Carroll Rosenbloom por seus Baltimore Colts e dinheiro. Os Rams permaneceram competidores sólidos na década de 1970, vencendo sete títulos da NFC West entre 1973 e 1979. Embora eles claramente fossem o melhor time da NFC na década de 1970, juntamente com o Dallas Cowboys e o Minnesota Vikings, eles perderam as primeiras quatro finais de conferências naquela década, perdendo duas vezes cada para Minnesota (1974, 1976) e Dallas (1975, 1978) e não conseguiu vencer um título da liga.

#### 1973-1978: Campeões da NFC West

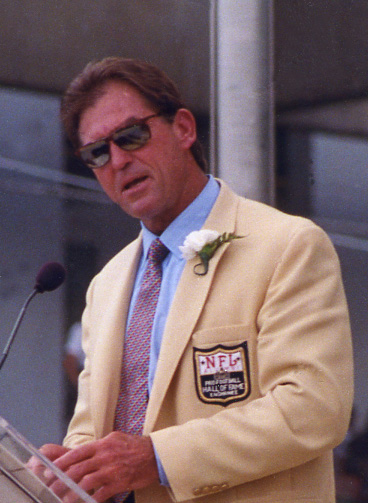
Jack Youngblood dando seu discurso de introdução no Hall da Fama do Pro Football em 2001

Os Rams treinados por Chuck Knox apresentavam um ataque fraco que foi levado para os playoffs anualmente por uma unidade defensiva de elite. O principal jogador dos anos 70 dos Rams foi Jack Youngblood. Sua dureza era lendária, notavelmente jogando em uma perna quebrada durante a campanha dos Rams até o Super Bowl de 1980. Sua ética operária se opunha à percepção de que os Rams eram um time de "Hollywood".
No entanto, vários jogadores dos Rams desse período aproveitaram sua proximidade com Hollywood e passaram a atuar depois que terminaram suas carreiras. O mais notável deles foi Fred Dryer, que estrelou a série de TV, Hunter, de 1984 a 1991, bem como Olsen, que estrelou em Little House on the Prairie.
Durante a offseason de 1977, os Rams, procurando um quarterback veterano, adquiriu Joe Namath dos Jets. Apesar do início de 2-1 na temporada regular, os joelhos ruins de Namath o deixaram quase imóvel e depois de uma derrota contra Chicago, ele nunca mais jogou. Com Pat Haden no comando, os Rams venceram a divisão e avançaram para os playoffs, mas perderam em casa para o Minnesota.
Chuck Knox foi para os Bills em 1978 e Ray Malavasi se tornou treinador principal. A equipe venceu a NFC West pelo sexto ano consecutivo e venceu os Vikings, vingando assim a derrota anterior nos playoffs. No entanto, o sucesso iludiu-os e eles foram derrotados na Final da NFC pelos Cowboys.

#### 1979: Primeira aparição no Super Bowl
Foi o vencedor divisional mais fraco dos Rams (uma equipe de 1979 que só conseguiu uma campanha de 9-7) que alcançaria o maior sucesso da equipe naquele período. Liderados pelo quarterback, Vince Ferragamo, os Rams chocaram o favorito e duas vezes campeão da NFC, Dallas Cowboys, por 21-19 no Divisional Round. Na Final da NFC, eles derrotaram o Tampa Bay Buccaneers por 9-0 e alcançaram seu primeiro Super Bowl.
Junto com Ferragamo, os principais jogadores do Rams foram o halfback Wendell Tyler, o jogador de linha ofensiva Jackie Slater e os defensores do Pro Bowl, Jack Youngblood e Jack "Hacksaw" Reynolds.
O adversário dos Rams em seu primeiro Super Bowl foi o atual campeão Pittsburgh Steelers. Os Rams jogaram muito bem e lideraram no intervalo por 13-10 e no final do terceiro quarto por 19-17. No final, no entanto, os Steelers finalmente se afirmaram, marcando dois touchdowns no 4º quarto para ganhar seu quarto Super Bowl por 31-19.

#### 1980-1982: Mudança para Anaheim

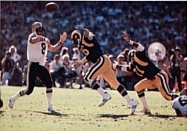
Os Rams jogando na temporada inaugural do Anaheim em 1980.

Antes da temporada de 1979, o proprietário Carroll Rosenbloom morreu em um acidente, e sua viúva, Georgia Frontiere, herdou 70% da propriedade da equipe. Em seguida, Frontiere demitiu o enteado Steve Rosenbloom e assumiu o controle total das operações dos Rams. Como havia sido planejado antes da morte de Rosenbloom, os Rams se mudaram para o Anaheim Stadium, em Orange County, em 1980.

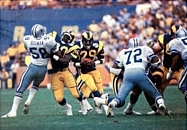
Dickerson (29) correndo contra a defesa dos Cowboys no Divisional Round de 1985

O motivo da mudança foi duplo. Primeiro, a regra da NFL que proibia que os jogos fossem exibidos na televisão local se eles não esgotassem os ingressos em 72 horas após o início da abertura de vendas. Como o Los Angeles Memorial Coliseum tinha 92.604 lugaresna ocasião, raramente era possível vender tantos ingressos mesmo nos melhores anos dos Rams e por isso a maioria dos jogos em casa dos Rams não era televisionado. Em segundo lugar, esse movimento estava seguindo o padrão populacional no sul da Califórnia. Durante as décadas de 1970 e 1980, o declínio das indústrias manufatureiras no nordeste dos Estados Unidos, combinado com o desejo de muitas pessoas de viver em um clima mais quente, causou uma mudança populacional em larga escala para os estados do sul e do oeste. Como resultado, muitos novos subúrbios foram construídos na área de Los Angeles. O Anaheim Stadium foi originalmente construído em 1966 para abrigar o California Angels. Para acomodar o movimento dos Rams, o estádio foi reconfigurado para acomodar uma capacidade de 69.008 na configuração do futebol americano. Com sua nova casa menor, os Rams não tiveram problemas em vender jogos.
Em 1980, a equipe registrou uma campanha de 11-5, mas só conseguiu se classificar como wild card e foi mandado embora depois de uma derrota para os Cowboys. Idade e lesões finalmente alcançaram os Rams em 1981, já que eles venceram apenas seis partidas e perderam os playoffs pela primeira vez em nove anos. Depois que a temporada de 1982 foi encurtada para nove jogos por uma greve, o Rams teve uma campanha de 2-7, a pior campanha daquela temporada na NFC.
Em 1982, o Oakland Raiders se mudaram para Los Angeles e fixaram residência no Los Angeles Memorial Coliseum. O efeito combinado desses dois movimentos foi dividir a base de fãs tradicional dos Rams em dois. Isso foi combinado com o início da década de 1980, que era de reconstrução para os Rams, enquanto os Raiders foram vencedores do Super Bowl XVIII na temporada de 1983. Enquanto isso, o Los Angeles Lakers ganhou campeonatos em 1980 e 1982 a caminho de ganhar cinco títulos naquela década, o Los Angeles Dodgers venceram a World Series em 1981 e 1988, e até o Los Angeles Kings fez uma boa campanha nos playoffs em 1982 e adquiriu o interesse dos fãs após a chegada de Wayne Gretzky em 1988. Como resultado, os Rams caíram acentuadamente em popularidade durante os anos 80, apesar do fato de que eles eram candidatos a playoffs durante a maior parte da década.

#### 1983-1991: Robinson assume os Rams e a era Dickerson

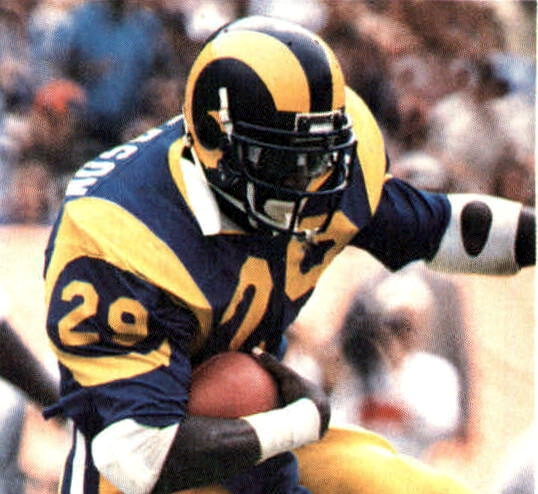
Eric Dickerson, um dos melhores running backs da história, ficou conhecido por seu tempo com os Rams. Em 1984, Dickerson correu para 2,105 jardas na temporada, um recorde que permanece até hoje.

A contratação do técnico John Robinson em 1983 proporcionou um impulso necessário para o futebol americano profissional em Orange County. O ex-treinador de USC começou cortando os veteranos remanescentes das equipes dos anos 1970. Seu programa de reconstrução começou a mostrar resultados quando a equipe teve uma campanha de 9-7 em 1983 e derrotou Dallas nos playoffs. No entanto, a temporada terminou após uma goleada para os Redskins. Outra viagem para os playoffs em 1984 os viu perder para os Giants. Eles fizeram o NFC Championship Game em 1985 depois de vencer a divisão, mas foram derrotados pelo eventual campeão, Chicago Bears, por 24-0.
O jogador mais notável dos Rams durante esse período foi o running back Eric Dickerson, que foi recrutado em 1983 da SMU e ganhou o prêmio de Novato do Ano. Em 1984, Dickerson correu para 2.105 jardas, estabelecendo um novo recorde da NFL. Dickerson terminaria seus cinco anos de enorme sucesso para o Rams em 1987, sendo negociado para o Indianapolis Colts em troca de um número de jogadores e escolhas de draft. Dickerson foi o líder de jardas terrestre dos Rams até 2010, com 7.245 jardas.
Sob o comando de Zampese, os Rams subiram constantemente do 28º ataque em 1986 para 3º em 1990. No final dos anos 80, Rams apresentou um jovem talento QB, Jim Everett, um sólido ataque e uma frota de WRs talentosos liderados por Henry Ellard e Flipper Anderson.
Depois de uma temporada de 10-6 em 1986, os Rams foram derrotados nos playoffs por Washington. Depois que um jogo da temporada de 1987 foi perdido por causa da greve dos jogadores, a NFL empregou substitutos, a maioria dos quais recebeu apelidos depreciativos (neste caso, o Los Angeles Shams). Depois de uma campanha de 2-1, os regulares dos Rams retornaram, mas o time só obteve uma campanha de 6-9 e não se classificou para a pós-temporada.
Os Rams conseguiu retornar aos playoffs em 1988 com uma campanha de 10-6, mas depois foi derrotado por Minnesota na rodada de wild card. Los Angeles venceu os primeiros cinco jogos de 1989, incluindo uma derrota sensacional do atual campeão 49ers. Eles venceram os Eagles no wild card e venceram os Giants na prorrogação antes de sofrerem uma derrota por 30-3 para os 49ers no NFC Championship Game.
Embora não fosse aparente na época, o NFC Championship Game de 1989 foi o fim de uma era. Os Rams nunca teriam outra temporada vitoriosa pelo resto de seu primeiro mandato em Los Angeles antes de se mudarem para St. Louis. Eles desmoronaram para 5-11 em 1990, seguido por uma temporada de 3-13 em 1991.

#### 1992-1994: Saída do sul da Califórnia

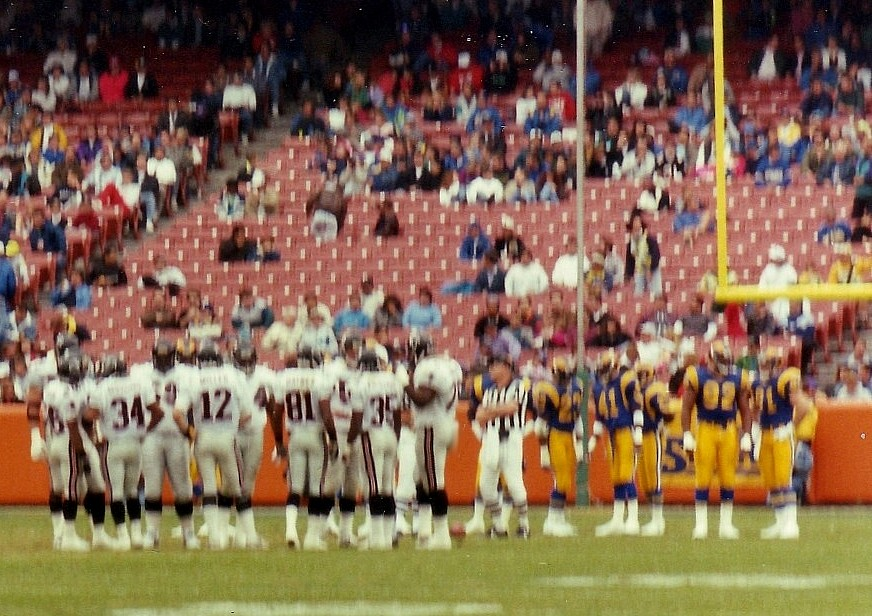
Os Rams recebem o Atlanta Falcons no Anaheim em 1991

Robinson foi demitido no final da temporada de 1991. O retorno de Chuck Knox como técnico principal, depois dos treinos bem-sucedidos de Knox como treinador principal do Buffalo Bills e do Seattle Seahawks, não aumentaria a sorte dos Rams. Os planos de jogo de Knox pediam um ataque que seria firme, embora não espetacular. Infelizmente para os Rams, o ataque de Knox não era apenas esteticamente desagradável, mas também monótona, especialmente nos padrões dos anos 90. Os Rams terminaram em último na NFC West durante os três anos do segundo mandato de Knox, e nunca foram um candidato sério durante este tempo.
À medida que as derrotas se acumulavam e a equipe era vista jogando sem inspiração, a já diminuída base de fãs dos Rams foi reduzida ainda mais. Em 1994, o apoio aos Rams havia se tornado um ponto em que eles não faziam parte do cenário esportivo de Los Angeles. Um dos poucos pontos brilhantes durante este tempo foi Jerome Bettis, um running back de Notre Dame. Bettis floresceu no ataque de Knox, correndo ára 1.429 jardas como um novato e 1.025 em seu segundo ano.

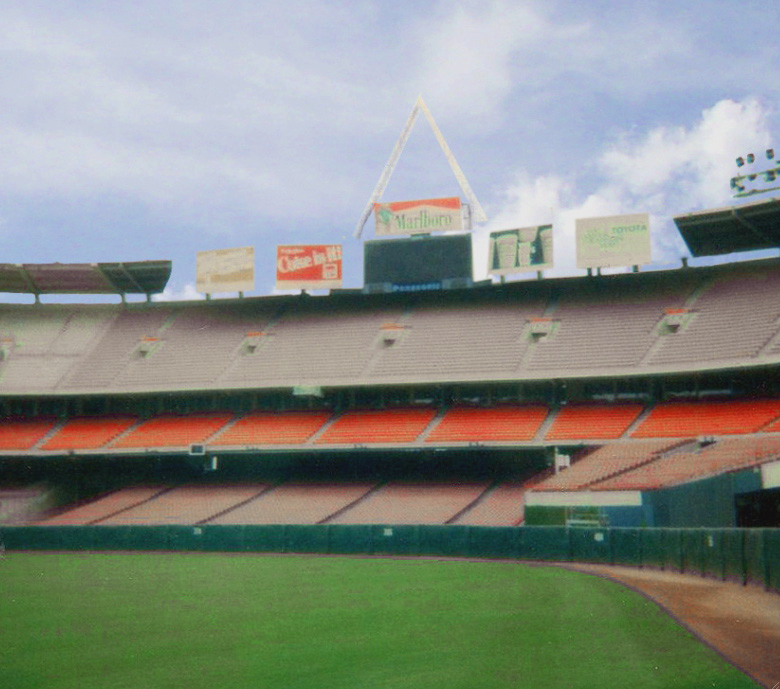
Anaheim Stadium, a casa dos Rams em Los Angeles (1980–1994)

Como se tornou cada vez mais comum com as franquias esportivas, os Rams começaram a culpar muito do seu infortúnio por sua situação no estádio. Os Rams não conseguiram garantir um estádio novo ou melhorado na área de Los Angeles, o que acabou colocando em dúvida o futuro deles no sul da Califórnia.
Em 1995, acusações e desculpas eram constantemente jogadas de um lado para o outro entre a base de fãs dos Rams, os donos e os políticos locais. Muitos na base de fãs culparam a posse de Georgia Frontiere pelos problemas da franquia, enquanto a proprietária citou o estádio obsoleto e o apoio dos fãs.
Frontiere finalmente desistiu e decidiu transferir a franquia Rams para St. Louis. No entanto, em 15 de março de 1995, os outros donos da liga rejeitaram a tentativa da Frontiere de mover a franquia. O então comissário, Paul Tagliabue, declarou após rejeitar a decisão: "Esta foi uma das questões mais complexas que tivemos que abordar em anos. Tivemos que equilibrar o interesse dos fãs em Los Angeles e em St. Louis que apreciamos muito. Na minha opinião, eles não cumpriram as diretrizes que temos em vigor para tal medida." O comissário também acrescentou: "Uma vez que as pontes foram queimadas e as pessoas são desligadas em uma franquia esportiva, anos de lealdade não são respeitados e é difícil recuperá-la. Da mesma forma, há milhões de fãs nessa área. que apoiaram os Rams de uma maneira extraordinária. Os Rams têm 50 anos de história e os últimos 5 ou mais anos de tempos difíceis podem ser corrigidos."
Frontiere, no entanto, respondeu com uma ameaça velada em um processo. Os proprietários acabaram aceitando suas exigências, preocupados em passar por uma longa batalha legal. Tagliabue declarou simplesmente que "O desejo de ter paz e de não estar em guerra era um grande fator." Jonathan Kraft, filho do proprietário dos Patriots, Robert Kraft, elaborou os comentários do comissário dizendo que "cerca de cinco ou seis proprietários não queriam que os outros proprietários entrassem em litígio, então mudaram seus votos". Após o término da votação, Dan Rooney declarou publicamente que se opunha à mudança do Los Angeles Rams porque "acredito que devemos apoiar os torcedores que nos apoiaram por anos."

### St. Louis Rams (1995–2015)

#### 1995-1998: Começando em St. Louis, era Dick Vermeil

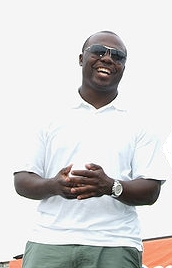
As habilidades de corrida de Marshall Faulk, combinadas com Kurt Warner passando para Isaac Bruce, Torry Holt e outros, forjaram The Greatest Show on Turf.

As temporadas de 1995 e 1996, as duas primeiras dos Rams em St. Louis, estavam sob a direção do ex-técnico de Oregon, Rich Brooks. Seu jogador mais prolífico foi Isaac Bruce. Então, em 1997, Dick Vermeil foi contratado como treinador principal. Naquele mesmo ano, os Rams negociaram no Draft da NFL de 1997 para selecionar o futuro All-Pro, Orlando Pace.

#### 1999–2004:The Greatest Show on Turf
A temporada de 1999 começou com o quarterback Trent Green machucando a perna na pré-temporada, o que o deixaria afastado por toda a temporada; O posto de titular coube ao reserva Kurt Warner, que saiu da faculdade como agente livre, e cuja carreira incluiu passagens pelo Iowa Barnstormers da Arena Football League e pelo Amsterdam Admirals da NFL Europe. Vermeil disse ao público que os Rams "se organizariam em torno de Kurt Warner e jogariam um bom futebol".
Warner entrou em sintonia com Marshall Faulk e Isaac Bruce para levar os Rams a um dos ataques mais prolíficos da história, fazendo 526 pontos na temporada. Este foi o começo do que mais tarde se tornaria conhecido como "The Greatest Show on Turf". Warner chocou a liga jogando para 41 touchdowns. Isso levaria os Rams ao Super Bowl XXXIV, onde venceram o Tennessee Titans por 23 a 16. Warner foi nomeado o MVP.
Após a vitória dos Rams, Vermeil se aposentou, e o coordenador ofensivo, Mike Martz, foi contratado como treinador principal. Ele conseguiu levar os Rams ao Super Bowl XXXVI, onde o time perdeu para o New England Patriots por 20 a 17. Martz ajudou os Rams a estabelecer uma identidade de passe que colocaria um número recorde de pontos da NFL ao longo de três temporadas.
O Greatest Show on Turf acabou sendo um dos mais lendários ataques da história da NFL. No período que durou, de 1999 a 2001, foi a formação ofensiva dominante da NFL, quebrando diversos recordes e com nenhum ataque conseguindo rivalizar com os Rams em termos de poderio. Entre as melhores marcas estabelecidas, estavam recordes em jardas lançadas e pontos marcados. Foram duas aparições no Super Bowl, com uma vitória. Em 2002, contudo, este ataque desapareceria, devido a contusões (como de Warner) ou jogadores deixando a equipe na intertemporada.

#### 2005–2011: Seca de playoff

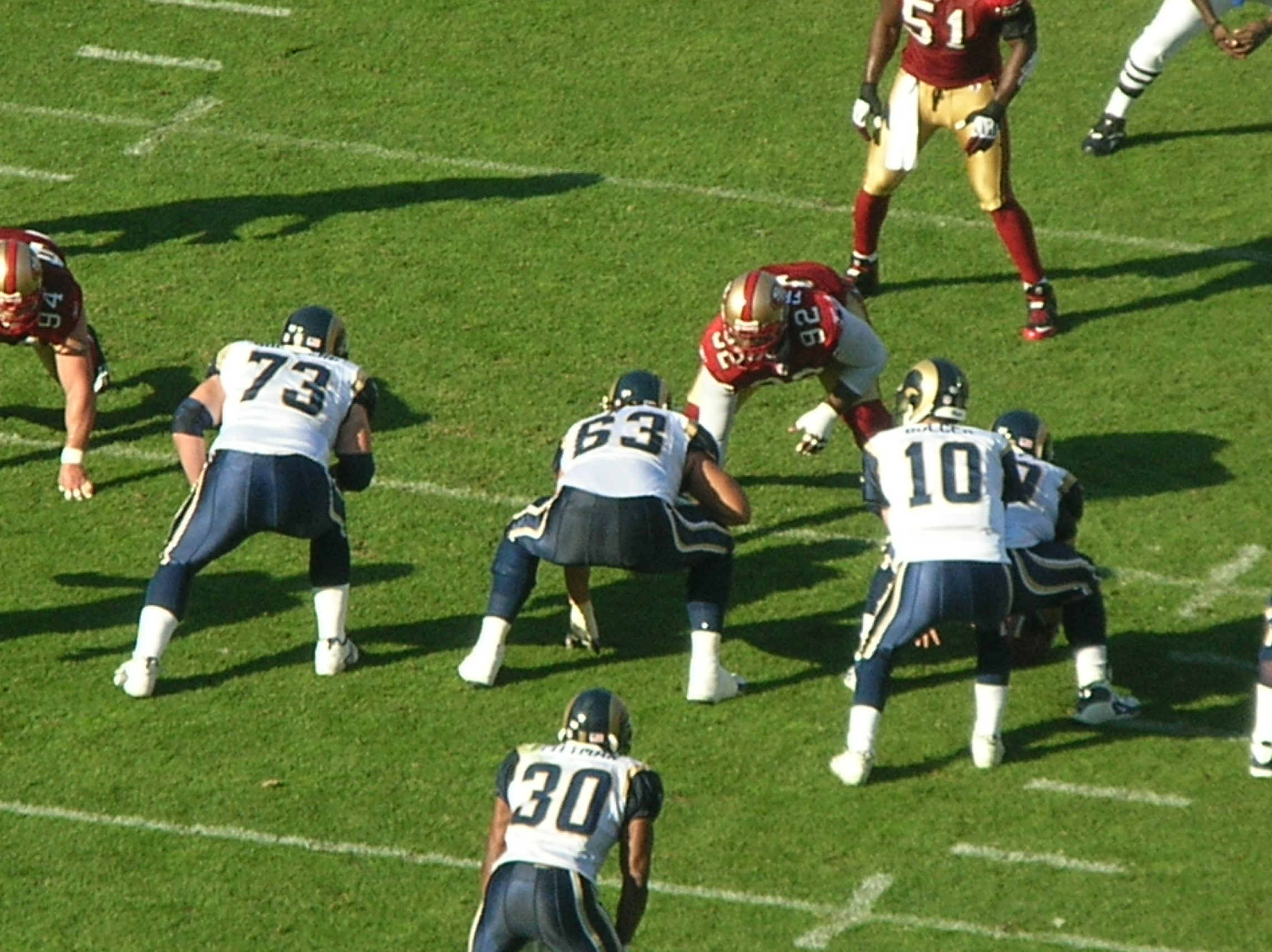
O St. Louis Rams no ataque durante um jogo fora contra o San Francisco 49ers.

Embora os Rams fossem uma das equipes mais produtivas da história da NFL na época, o treinador Mike Martz foi criticado por muitos como descuidado com o gerenciamento. Ele frequentemente rivalizava com vários jogadores, além do presidente da equipe e gerente geral, Jay Zygmunt. No entanto, a maioria de seus jogadores o respeitava e declarava que eles gostavam dele como treinador. Em 2005, Martz estava doente e foi hospitalizado por vários jogos, permitindo ao assistente técnico Joe Vitt treinar no restante da temporada, embora Martz tenha sido liberado no final da temporada, o presidente da equipe, John Shaw, não permitiria que ele voltasse ao time. Depois que os Rams demitiram Martz, o ex-coordenador ofensivo de Minnesota, Scott Linehan, assumiu o controle de uma equipe que conseguiu uma campanha de 8-8 em 2006. Em 2007, Linehan liderou o Rams para  uma campanha de 3-13.
Após a temporada de 2007, Georgia Frontiere morreu em 18 de janeiro de 2008. A posse da equipe passou para seu filho Dale "Chip" Rosenbloom e sua filha Lucia Rodriguez. Chip Rosenbloom foi nomeado o novo dono da maioria dos Rams. Linehan já foi confrontado com o escrutínio de vários jogadores no vestiário, incluindo Torry Holt e Steven Jackson. Linehan foi demitido em 29 de setembro de 2008, depois que a equipe começou a temporada com 0-4. Jim Haslett, coordenador defensivo de Linehan, foi o treinador interino para o resto da temporada de 2008.
Em 17 de janeiro de 2009, Steve Spagnuolo foi nomeado o novo treinador da franquia. Apesar de seu sucesso como coordenador defensivo do New York Giants, a primeira temporada de Spagnuolo como treinador principal dos Rams foi terrivelmente decepcionante, já que a equipe venceu apenas uma vez em 16 jogos.
Em 31 de maio de 2009, o St. Louis Post-Dispatch informou que os proprietários majoritários Chip Rosenbloom e Lucia Rodriguez ofereceram oficialmente sua participação majoritária dos Rams à venda. Eles mantiveram os serviços da Goldman Sachs, uma proeminente empresa de investimentos bancários, para ajudar a facilitar a venda dos Rams, avaliando ofertas e potenciais compradores. O preço de venda era desconhecido, mas no momento em que a estimativa mais recente da revista Forbes listou o valor dos Rams em US $ 929 milhões. No último dia para fazê-lo, o então proprietário minoritário Stan Kroenke invocou seu direito de primeira oferta em comprar os 60% da equipe que ele ainda não possuía. De acordo com as regras da NFL, os proprietários estão proibidos de possuir outras equipes esportivas em mercados onde já exista uma equipe da NFL. Na época da compra, Kroenke possuía o Denver Nuggets, o Colorado Avalanche, o Colorado Rapids e o Pepsi Center (lar dos Nuggets e dos Avalanche). Kroenke, um magnata imobiliário e esportivo casado com uma herdeira do Walmart, também era proprietário da Altitude Sports and Entertainment. Esses interesses violavam a regra de propriedade cruzada da NFL. No entanto, em 25 de agosto de 2010, os proprietários da NFL aprovaram por unanimidade Stan Kroenke como o dono da franquia dependente de seu eventual desinvestimento de seus interesses esportivos no Colorado. Kroenke cumpriu a regra quando transferiu a propriedade dos Nuggets, Avalanche, Pepsi Center e Altitude para seu filho, Josh Kroenke.
Os Rams recebeu a primeira escolha no Draft de 2010 depois de terminar a temporada de 2009 com uma campanha de 1-15. A equipe usou a escolha para selecionar o quarterback Sam Bradford, da Universidade de Oklahoma. Os Rams terminaram a temporada de 2010 em segundo na NFC West com uma campanha de 7-9. Bradford foi titular em todos os 16 jogos dos Rams depois de ganhar a posição inicial de QB durante a pré-temporada. Em 24 de outubro de 2010, o running back, Steven Jackson, passou Eric Dickerson como líder de jardas terrestres de todos os tempos da franquia.
Em 4 de fevereiro de 2011, o estreante Sam Bradford foi nomeado Novato Ofensivo do Ano pela NFL. Sam Bradford recebeu 44 dos 50 votos possíveis de membros da mídia. Depois de uma forte campanha na temporada de 2010, a equipe e os fãs mantiveram altas expectativas para a próxima temporada. Infelizmente para a equipe, devido a contusões, os Rams cairam para uma campanha de 2-14 na temporada de 2011. Em 2 de janeiro de 2012, o treinador Steve Spagnuolo e o GM Billy Devane foram demitidos.

#### 2012–2015: Anos finais em St. Louis
Sob os termos do contrato de arrendamento que os Rams assinaram em St. Louis, o Edward Jones Dome foi solicitado a ser classificado no nível superior dos estádios da NFL até a temporada de 2015. Os Rams estavam livres para quebrar o contrato e transferir-se sem penalidade ou continuar a arrendar o Dome anualmente. Em maio de 2012, o Dome foi classificado pela revista Time como o sétimo pior estádio esportivo dos Estados Unidos. Em uma pesquisa da Sports Illustrated de 2008, os fãs de St. Louis classificaram-no como o pior de todos os estádios da NFL, com notas particularmente baixas em termos de acessibilidade e atmosfera.
Em 20 de janeiro de 2012, foi anunciado que os Rams jogariam um jogo em casa por temporada no Wembley Stadium em Londres pelas próximas 3 temporadas. O primeiro jogo foi disputado contra o New England Patriots em 28 de outubro de 2012. Em 13 de agosto de 2012, foi anunciado que os Rams haviam se retirado dos jogos de 2013 e 2014. Neste momento, os Rams começaram negociações com St. Louis sobre quais medidas poderiam ser tomadas para remediar o requisito de "primeira linha" do contrato.
Em 10 de março de 2015, os Rams negociaram o quarterback Sam Bradford e a quinta rodada de 2015 para o Philadelphia Eagles, em troca do quarterback, Nick Foles, uma escolha na quarta rodada de 2015 e uma segunda rodada em 2016. No draft de 2015, os Rams selecionaram o running back Todd Gurley. Depois que Gurley foi selecionado, os Rams negociaram Zac Stacy com o New York Jets em troca de uma escolha de 7ª rodada. Stacy liderou a equipe em corrida em 2013.
As negociações do estádio não produziram uma solução para manter os Rams em St. Louis a longo prazo. Em 17 de dezembro de 2015, os Rams jogaram contra o Tampa Bay Buccaneers no que seria seu último jogo em casa em St. Louis. Fãs de St. Louis alegaram que Stan Kroenke e Kevin Demoff mentiram para os fãs sobre seus desejos de manter os Rams em St. Louis. Nos seus últimos anos, Kroenke foi chamado de "Silent Stan", recusando-se a falar sobre o time e o movimento em potencial. Em um último esforço, St. Louis veio com um plano de estádio viável para manter a equipe, mas a posição da NFL e dos Rams era que eles seguiam o processo de remediação estabelecido no contrato de locação do Edward Jones Dome. Em última análise, os proprietários votaram para permitir que os Rams se mudassem para Los Angeles.

### Volta a Los Angeles (2016 – Presente)

#### 2016: retorno a Los Angeles
Em 5 de janeiro de 2015, o Los Angeles Times informou que Stan Kroenke e o Stockbridge Capital Group se associaram para desenvolver um novo estádio da NFL em uma propriedade em Inglewood, Califórnia, de propriedade de Kroenke. Em 24 de fevereiro de 2015, o Conselho Municipal de Inglewood aprovou o estádio e a iniciativa com a construção do estádio previsto para começar em dezembro de 2015. Os Rams planeja se mudar para o novo estádio em Inglewood em 2020, quando o estádio provavelmente estará pronto.
No dia seguinte à conclusão da temporada regular de 2015, os Rams, Oakland Raiders e San Diego Chargers queriam ir para Los Angeles. No mesmo dia, a NFL anunciou que qualquer franquia aprovada para realocação precisaria pagar uma taxa de realocação de US $ 550 milhões. Em 12 de janeiro de 2016, os proprietários da NFL votaram por 30-2 para permitir que os Rams retornassem a Los Angeles. Os Rams foram a primeira equipe esportiva da liga principal a se mudar desde 2011, quando o Atlanta Thrashers deixou Atlanta e se tornou o novo Winnipeg Jets. A equipe realizou uma coletiva de imprensa no The Forum em Inglewood em 15 de janeiro de 2016 para anunciar oficialmente seu retorno a Los Angeles na temporada de 2016. O Los Angeles Memorial Coliseum é o estádio temporário dos Rams por quatro temporadas (2016 a 2019) até o estádio em Hollywood Park ser aberto para a temporada de 2020.

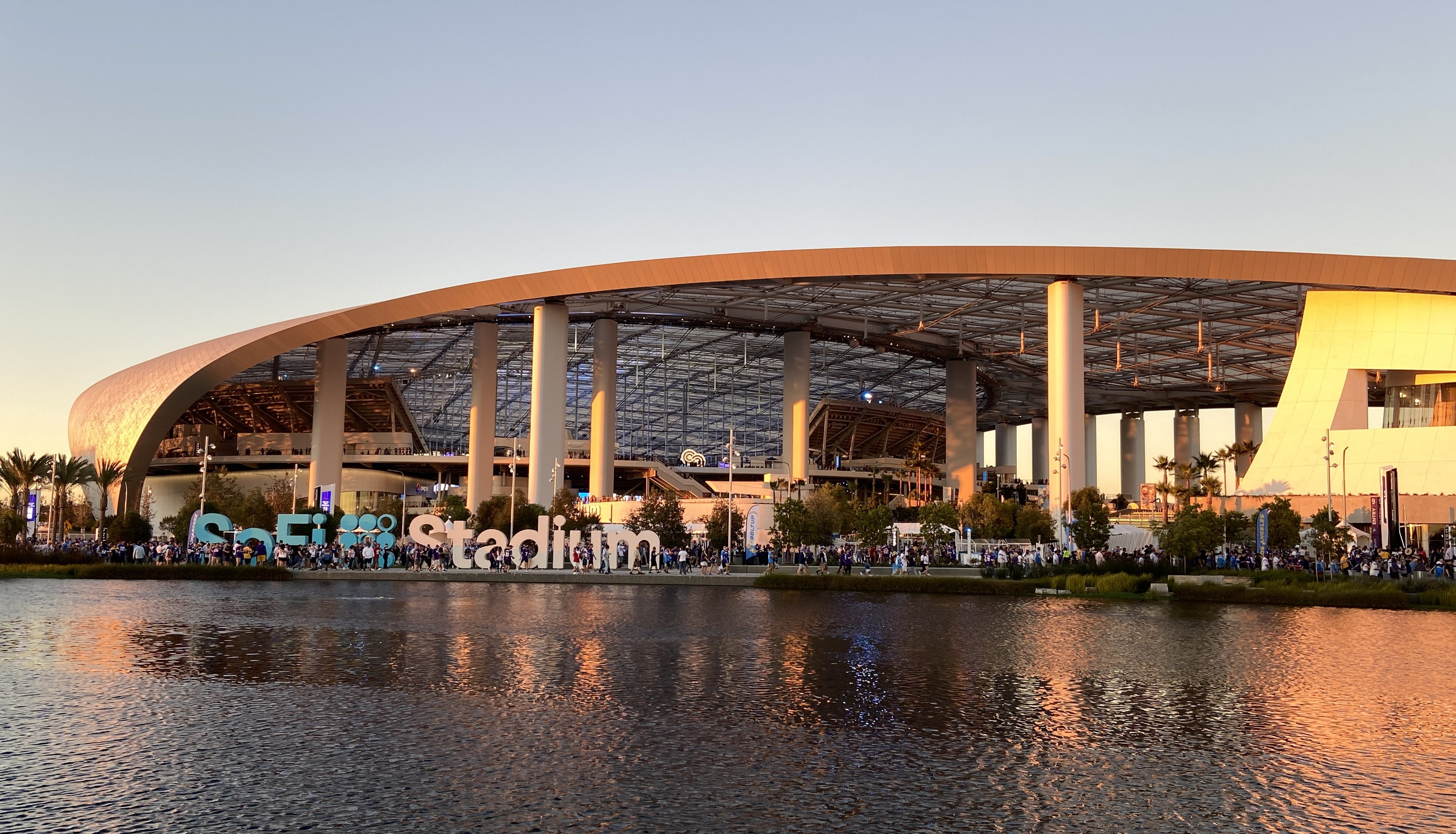
O SoFi Stadium, a casa dos Rams desde 2020.

Em 4 de fevereiro de 2016, o Los Angeles Rams selecionou Oxnard, Califórnia para ser o local do minicamp, atividades da equipe de entressafra e programa de entressafra que começou em 18 de abril. Em 30 de março, a Universidade Luterana da Califórnia e os Rams chegaram a um acordo que permitia que a equipe realizasse seus treinamentos  regulares no campus da CLU nos próximos dois anos. Os Rams pagarão por dois campos de prática, estacionamento pavimentado e edifícios modulares construídos no canto noroeste do campus.
Em 28 de abril de 2016, os Rams fizeram sua primeira escolha no Draft da NFL de 2016, selecionando o quarterback da Califórnia, Jared Goff.
Em junho de 2016, foi relatado que os Rams tinham vendido 63 mil ingressos para a temporada, o que era pouco abaixo da meta de 70 mil. Mais tarde, em 12 de julho de 2016, foi relatado que eles haviam vendido 70.000 ingressos, atingindo sua meta. Em julho de 2016, os Rams assinaram um contrato de três anos com a UC Irvine para usar as instalações da universidade para o campo de treinamento, com a opção de estendê-lo para mais dois anos. Em 29 de julho de 2016, o jornal Los Angeles Times informou que os Rams receberiam o primeiro treino de campo de treinamento e o "Rams Family Day" no sábado, 6 de agosto, no Los Angeles Memorial Coliseum, aberto ao público.
Os Rams jogaram seu primeiro jogo na área de Los Angeles desde 1994, uma ausência de 22 anos, com uma abertura de pré-temporada contra o Dallas Cowboys no Los Angeles Memorial Coliseum em 13 de agosto. Os Rams derrotaram os Cowboys por 28-24 na frente de um multidão de 89.140, um recorde de presença para um jogo de pré-temporada.
Em 12 de setembro de 2016, os Rams fizeram seu primeiro jogo na temporada regular desde o retorno a Los Angeles, onde perderam para o San Francisco 49ers por 28-0 no Levi's Stadium. Em 18 de setembro, diante de mais de 91.000 torcedores no Los Angeles Memorial Coliseum, os Rams venceram o Seattle Seahawks por 9-3 em seu primeiro jogo regular em Los Angeles desde 1994, e seu primeiro jogo no Coliseum desde 1979.
Em 12 de dezembro de 2016, a equipe demitiu o técnico Jeff Fisher após o início da temporada de 4-9. A equipe anunciou mais tarde naquele dia que John Fassel estaria assumindo como treinador interino.

#### 2017: Ressurgimento e primeiro título da NFC West desde 2003
Em 12 de janeiro de 2017, o coordenador ofensivo do Washington Redskins, Sean McVay, tornou-se o novo treinador aos 30 anos, o que o tornou o mais novo na história moderna da NFL, superando Lane Kiffin, que tinha 31 anos quando foi contratado pelo Oakland Raiders em 2007.
Os Rams começou no ano 3-2, muito parecido com a temporada anterior em Los Angeles. No entanto, os Rams se tornaram uma rápida surpresa na NFL quando venceram seus quatro jogos seguintes,. Os jogos foram ressaltados pelos ressurgimentos de Jared Goff e Todd Gurley, que tiveram performances medíocres em 2016. As novas aquisições, Sammy Watkins, Robert Woods e a seleção de draft, Cooper Kupp, causaram grandes impactos que os analistas compararam os Rams de 2017 ao "Greatest Show on Turf" do final dos anos 90 e início dos anos 2000.
Em 26 de novembro de 2017, os Rams derrotaram o New Orleans Saints por 26-20. A vitória foi a oitava da temporada, que assegurou o primeiro ano vitorioso da franquia desde 2006, bem como a primeira em Los Angeles desde 1989. Em 24 de dezembro de 2017, os Rams derrotaram o Tennessee Titans por 27-23 para conquistar seu primeiro título da NFC West desde 2003, e o primeiro deles em Los Angeles desde 1985; Eles terminaram a temporada regular com uma campanha de 11-5. No entanto, a equipe teve uma saída antecipada na primeira rodada dos playoffs nas mãos do atual campeão da conferência, Atlanta Falcons, por 26-13.

#### 2018-2021: Reconstrução e Super Bowl

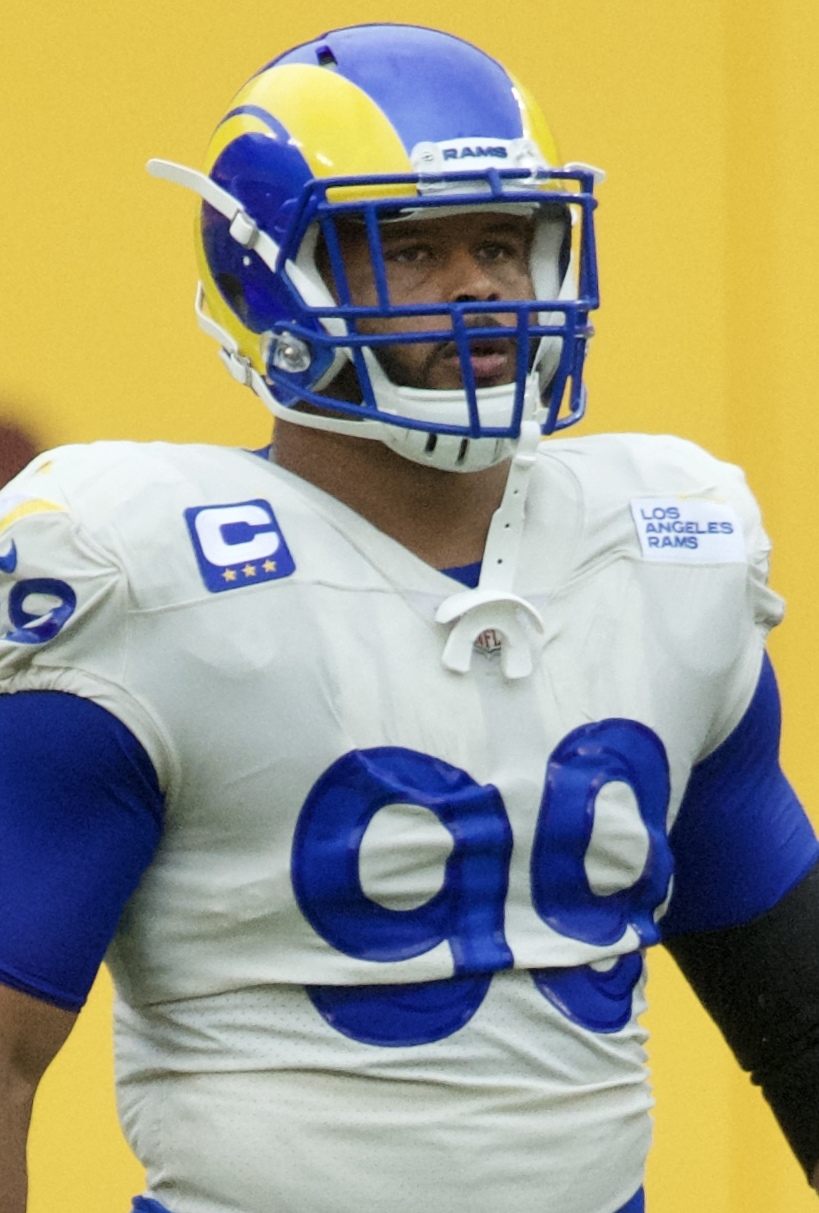
Aaron Donald, em 2020, considerado um dos melhores jogadores de defesa de sua época.

Em 2018, os Rams adquiriram Marcus Peters do Kansas City Chiefs, Robert Quinn do Miami Dolphins e Alec Ogletree do New York Giants, além do cinco vezes Pro Bowler, Aqib Talib do Denver Broncos. A equipe continuou construindo uma forte equipe defensiva ao contratar Ndamukong Suh. Muitos especialistas e analistas começaram a rotular os Rams como um sério candidato ao Super Bowl.
Em 2021, o LA Rams contrataram o quarterback Matthew Stafford. Muitos especialistas analisaram a chegada do jogador como uma aposta do time para vencer no curto prazo, já para adquiri-lo, tiveram que comprometer uma enorme quantidade de escolhas de draft. Além disso, atletas como Odell Beckham Jr. e Von Miller foram adquiridos, enquanto Aaron Donald (considerado um dos melhores defensores da liga) teve seu contrato renovado. Assim, a expectativa da temporada da NFL de 2021 era alta. O time jogou bem no ano, vencendo doze partidas (de dezessete) e se classificando com a quarta melhor campanha da NFC. Os Rams venceram então os Cardinals, os Buccaneers e os 49ers, se classificando para o Super Bowl LVI, onde, em uma partida apertada, venceram o Cincinnati Bengals por 23 a 20, conquistando o primeiro título da franquia desde 1999.

## Valor do time
A revista Forbes estimou o valor da equipe em 2015 como US $ 1,45 bilhão, que na época era a 28ª equipe mais valiosa da NFL e a 44ª equipe de esportes mais valiosa do mundo. No entanto, depois de relocalizar de volta a Los Angeles, a CBS Sports informou que o valor dos Rams atingiu US $ 2,9 bilhões (dobrando em valor) colocando-os em terceiro lugar na NFL (apenas atrás do Dallas Cowboys e do New England Patriots).
Em 15 de setembro de 2016, a Forbes lançou sua lista de avaliações "The Business of Football" de 2016. O valor de Los Angeles Rams era de US $ 2,9 bilhões, tornando a equipe a 6ª equipe mais valiosa da NFL.
Em 2023, o time foi avaliado em mais de US$ 6,9 bilhões de dólares.

## Logos e uniformes

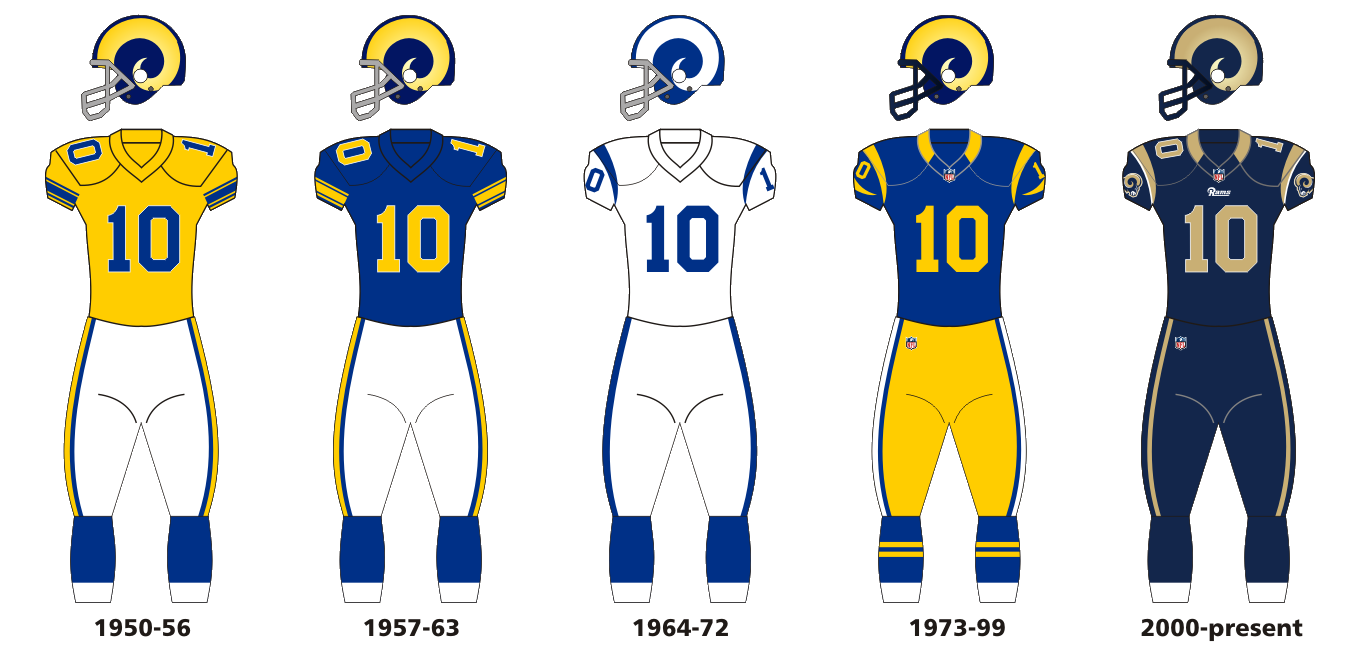
Evolução do uniforme dos Rams (1950-2016)

Os Rams foram o primeiro time da NFL a ter um logotipo em seus capacetes. Desde que o halfback Fred Gehrke, que trabalhava como artista comercial, pintou chifres de carneiro nos capacetes de couro da equipe em 1948, o logotipo tem sido a marca registrada do clube desde então.
Quando a equipe estreou em 1937, as cores do Rams eram vermelho e preto, com capacetes vermelhos, uniformes pretos com mangas vermelhas, calças bege e meias vermelhas com listras pretas e brancas. Um ano depois, eles trocariam as cores do time por ouro e azul royal, com capacetes dourados, calça branca, camisas azuis com números e ombros dourados, calças brancas com uma faixa real e meias sólidas azuis royal. Em meados da década de 1940, os Rams adotaram camisas de ouro (com numerais azuis-marinhos), ombros azul-marinho, capacetes de ouro, calças brancas com uma faixa de ouro-azul-marinho e meias de ouro com duas listras marinhas. Os uniformes ficaram inalterados quando a equipe se mudou para Los Angeles.
Os capacetes foram mudados em 1947. Quando Gehrke introduziu os chifres, eles foram pintados de amarelo-ouro em capacetes azul-marinho. Em 1949, a equipe adotou capacetes de plástico e os chifres dos Rams foram dados pela empresa Riddell, que preparou um desenho pintado no capacete de sua fábrica. Também em 1949, os números de serif deram lugar a mais números de bloco padrão. Chifres mais largos e mais ousados, unidos na frente central do capacete e curvados ao redor do buraco apareceram em 1950; Este projeto foi um pouco afilado em 1954-1955. Também em 1950, uma tríade azul-ouro-azul apareceu nas calças e listras azuis royal estilo "Northwestern University" foram adicionadas às mangas. Uma borda branca foi adicionada aos números azuis da camisa em 1953. Os números de TV somaram-se nas mangas em 1956.
Em 1964, concomitantemente a uma grande remodelação do Coliseu do Los Angeles, as cores mudaram para um azul e branco mais simples. Os novos chifres do capacete eram brancos, mais largos e separados na parte central do capacete. A camisa azul tinha numerais brancos com duas listras de manga brancas. A camisa branca apresentava numerais azuis e uma larga faixa nos ombros em crescente azul. Um regulamento do campeonato de 1964 permitiu que as equipes usassem camisa branca para os jogos em casa e os Rams estava entre várias equipes. O dono, Dan Reeves, sentiu que seria mais agradável para os fãs verem várias cores, ao invés de sempre ter os Rams em azul e o time visitante em branco. As calças eram brancas com uma faixa azul grossa.
Em 1970, de acordo com os padrões da NFL e da AFL, os nomes apareceram nas camisas pela primeira vez. A manga "números de TV", bastante grande em comparação com as de outras equipes, foi reduzida em 1965. De 1964 até o início de 1972, os Rams usavam camisas brancas para todos os jogos e exibições da liga nacional.
Em 12 de abril de 2000, o então St. Louis Rams estreou novos logotipos, cores de equipe e uniformes. As cores primárias dos Rams foram alteradas de azul royal e amarelo para Millennium Blue e New Century Gold. Um novo logotipo de cabeça de um carneiro foi adicionado às mangas e listras douradas foram adicionadas às laterais das camisas. As novas calças de ouro não apresentavam mais listras. Calças azuis e calças brancas com uma pequena faixa dourada (uma extensão da faixa de jersey que terminou em um ponto) também foram uma opção, com os Rams apenas optando por usar o conjunto branco em um jogo de pré-temporada em San Diego, em 2001. design de capacete, essencialmente, permanece o mesmo que era em 1948, com exceção de atualizações para o campo de coloração, azul marinho com chifres de ouro. O design do chifre de carneiro 2000 apresenta uma separação ligeiramente mais ampla no centro do capacete. Tanto a camisola de casa como a de longe tinham uma faixa de ouro que descia de cada lado, mas isso só durou para as temporadas de 2000 e 2001. Além disso, os números de TV nas camisas, que antes estavam na manga, subiram para a ombreira.
A NFL aprovou o uso de uniformes de reminiscência para o clube durante a temporada de 2009 para comemorar o 10º aniversário da Super Bowl Championship Team de 1999. Os Rams usaram os uniformes de retorno para dois jogos em casa em 2009 - 11 de outubro contra o Minnesota Vikings e 20 de dezembro contra o Houston Texans. Os Rams usaram seus retrocessos de 1999 novamente em 31 de outubro de 2010, quando venceram o Carolina Panthers 20-10. Os retrocessos desde então já viram ação para dois jogos de temporada regular selecionados a cada ano desde então. Em 1994, a última temporada da equipe no sul da Califórnia, os Rams usavam camisetas e calças reproduzindo as de sua temporada de 1951 para os jogos de setembro com o San Francisco 49ers e o Kansas City Chiefs.
Em 15 de janeiro de 2016, o Los Angeles Rams revelou um novo logotipo. A única mudança no logotipo principal da equipe foi o nome do local, de St. Louis a Los Angeles, para refletir o movimento da equipe. As cores da equipe foram mantidas. Os Rams também anunciaram que não haveria mudanças significativas nos uniformes da equipe, além dos logos recém-atualizados com o nome da localização de Los Angeles.
Em 21 de março de 2016, entrevista com o Los Angeles Times, o diretor de operações da equipe, Kevin Demoff, disse que não haveria uma mudança uniforme para a equipe até 2019 (o ano em que o novo estádio estava originalmente planejado para ser inaugurado). No entanto, a conclusão do estádio foi adiada para um ano até 2020 em maio de 2017, levando o re-carimbo de volta a 2020 junto com ele. Em 11 de agosto de 2016, a equipe anunciou no Twitter que usaria seus uniformes todo brancos para cinco dos oito jogos em casa da equipe durante a temporada de 2016 como um aceno para a era Foursome Foursome; o Rams usaria sua alternativa alternativa azul royal jersey para os outros dois jogos no coliseu e vestir sua camisa azul meia-noite em seu jogo em casa internacional no Twickenham Stadium.
Os Rams anunciaram em 27 de julho de 2018 que usariam seu uniforme azul royal e amarelo de cores primárias para até cinco jogos em casa no Los Angeles Memorial Coliseum para a temporada de 2018. Em conjunto com a mudança, a equipe retirou seu uniforme azul marinho e metálico dourado. O uniforme branco dos carneiros permanece inalterado, e seu uniforme alternativo é o uniforme amarelo do Rush da cor. Além disso, a equipe confirmou que seu novo rebrand acontecerá em 2020 para coincidir com a abertura de sua nova casa, o Los Angeles Stadium, em Hollywood Park.

## Recordes

### Recordes em uma temporadas
Passando
- Jardas passadas: 4,886 – Matthew Stafford (2021)
- Passes para touchdowns: 41 – Kurt Warner (1999) e Matthew Stafford (2021)
- Passes completados: 401 – Matthew Stafford (2021)
- Passes tentados: 601 – Matthew Stafford  (2021)
- Passe mais longo completo: 96 jardas – Frank Ryan (1961)

Correndo
- Jardas terrestres: 2,105 – Eric Dickerson (1984)
- Corridas: 404 – Eric Dickerson (1984)
- Touchdowns terrestres: 18 – Eric Dickerson (1983) e Marshall Faulk (2000)
- Mais longa corrida: 92 jardas – Kenny Washington (1947)
- Jardas terrestres por jogo: 149,5 jardas – C.J. Anderson (2018)

Recebendo
- Recepções: 145 – Cooper Kupp (2021)
- Jardas recebidas: 1,947 – Cooper Kupp(2021)
- Touchdowns recebidos: 17 – Elroy Hirsch (1951)

Retornos
- Mais retornos de Punt: 56 – Eddie Brown (1979)
- Mais longo punt retornado: 103 jardas – Robert Bailey (1994)
- Mais longo kickoff retornado: 105 jardas – Jon Arnett (1961) e Travis Williams (1971)

Chutes
- Field goals: 39 – Jeff Wilkins (2003)
- Extra Points convertidos: 64 – Jeff Wilkins (2003)
- Punts: 105 – Donnie Jones (2011)
- Jardas no Punt: 4,680 – Johnny Hekker (2016)

### Recordes na carreira
- Jardas passadas: 23,758 - Jim Everett (1986–1993)
- Passes para touchdowns: 154 - Roman Gabriel (1962–1972)
- Jardas terrestres: 10,138 - Steven Jackson (2004–2012)
- Touchdowns terrestres: 58 - Marshall Faulk (1999–2005)
- Recepções: 942 - Isaac Bruce (1994–2007)
- Jardas recebidas: 14,109 - Isaac Bruce (1994–2007)
- Passes interceptados: 46 - Eddie Meador (1959–1970)
- Field goals: 265 - Jeff Wilkins (1997–2007)
- Pontos: 1,223 - Jeff Wilkins (1997–2007)
- Total touchdowns: 85 - Marshall Faulk (1999–2005)
- Média de retorno de punt: 103,0 - Robert Bailey (1991-1994)
- Média de retorno de Kickoff: 35,0 - Corky Taylor (1955-1957)
- Sacks: 87,5 - Leonard Little (1998–2009)
- Tackles: 654 - James Laurinaitis (2009–2015)
- Vitórias (treinador): 75 - John Robinson (1983–1991)

## Jogadores
Predefinição:Elenco do Los Angeles Rams

### Números Aposentados
| Números que o Los Angeles Rams aposentou |                 |         |           |
| N°                                       | Jogador         | Posição | Período   |
| 7                                        | Bob Waterfield  | QB      | 1945–1952 |
| 28                                       | Marshall Faulk  | RB      | 1999–2005 |
| 29                                       | Eric Dickerson  | RB      | 1983–1987 |
| 74                                       | Merlin Olsen    | DT      | 1962–1976 |
| 75                                       | Deacon Jones    | DE      | 1961–1971 |
| 78                                       | Jackie Slater   | OT      | 1976–1995 |
| 80                                       | Isaac Bruce     | WR      | 1994–2007 |
| 85                                       | Jack Youngblood | DE      | 1971–1984 |

Hall da Fama do Los Angeles Rams
Os ex-Rams no Hall da Fama do Futebol Profissional incluem Joe Namath (12), Marshall Faulk (28), Ollie Matson (33), Orlando Pace (76), Andy Robustelli (84), Kurt Warner (13) e o técnico Earl "Dutch" Clark. Três outras figuras associadas aos Rams são membros do Hall of Fame, mas foram eleitas mais com base em suas realizações fora dos Rams:
- Sid Gillman, empossado como treinador, foi treinador principal por cinco temporadas, mas teve seu maior sucesso na mesma posição com o San Diego Chargers.
- Pete Rozelle, empossado como colaborador, serviu os Rams como diretor de relações públicas e depois como gerente geral, mas sua introdução foi baseada principalmente em seus 29 anos como comissário da NFL.
- Tex Schramm, também indicado como colaborador, foi executivo dos Rams por 9 anos, mas teve seu maior impacto como presidente e gerente geral do Dallas Cowboys em seus primeiros 29 anos de existência.

| Hall da Fama |                           |                |              |           |
| N°           | Jogador                   | Ano da Eleição | Posição      | Período   |
| 7            | Bob Waterfield            | 1965           | QB, DB, K, P | 1945–1952 |
| –            | Dan Reeves                | 1967           | Dono         | 1941–1971 |
| 40           | Elroy "Crazy Legs" Hirsch | 1968           | RB, WR       | 1949–1957 |
| 55           | Tom Fears                 | 1970           | TE           | 1948–1956 |
| 11           | Norm Van Brocklin         | 1971           | QB, P        | 1949–1957 |
| 75           | Deacon Jones              | 1980           | DE           | 1961–1971 |
| 74           | Merlin Olsen              | 1982           | DT           | 1962–1976 |
| 29           | Eric Dickerson            | 1999           | RB           | 1983–1987 |
| 65           | Tom Mack                  | 1999           | G            | 1966–1978 |
| 78           | Jackie Slater             | 2001           | OT           | 1976–1995 |
| 85           | Jack Youngblood           | 2001           | DE           | 1971–1984 |
| –            | George Allen              | 2002           | Técnico      | 1966–1970 |
| 76           | Bob Brown                 | 2004           | OT           | 1969–1970 |
| 28           | Marshall Faulk            | 2011           | RB           | 1999–2006 |
| 67, 48       | Les Richter               | 2011           | LB, K        | 1954–1962 |
| 36           | Jerome Bettis             | 2015           | RB           | 1993–1995 |
| 91           | Kevin Greene              | 2016           | LB           | 1985–1992 |
| 76           | Orlando Pace              | 2016           | OT           | 1997–2008 |
| 10, 13       | Kurt Warner               | 2017           | QB           | 1998–2003 |

## Rádio e televisão
Em 20 de junho de 2016, os Rams anunciaram seus acordos de direitos de transmissão de rádio na região de Los Angeles. O parceiro de rádio oficial da equipe é o KSPN-AM ESPN LA 710 AM, enquanto o parceiro de rádio FM oficial da equipe é o KCBS-FM de propriedade da Entercom. Em 19 de julho de 2016, os Rams anunciaram que haviam chegado a um acordo com a KWKW para cobertura em espanhol da equipe.
Os Rams foram a primeira equipe da NFL a transmitir seus jogos em casa; Em um acordo de patrocínio com a Admiral Television, todos os jogos em casa da temporada de 1950 da NFL foram mostrados localmente. A Final da NFL de 1951 foi o primeiro jogo final de campeonato televisionado de costa a costa (via DuMont Network). Durante o período inicial da equipe em Los Angeles, todos os jogos foram transmitidos pela rádio KMPC (710 AM).
Durante a temporada da equipe em St. Louis, teve alguns parceiros de transmissão. De 1995 a 1999, os jogos da Rams foram transmitidos pela KSD 93.7 FM. De 2000 a 2008, o KLOU FM 103.3 foi a principal estação dos Rams. De 2009 a 2015, a principal emissora de rádio da Rams foi 101.1 FM WXOS, uma estação de esportes em St. Louis afiliada à ESPN Radio.
Meses depois dos Rams retornarem a Los Angeles, foi anunciado em 9 de junho de 2016, que a estação de O&O da CBS, a KCBS, iria transmitir os jogos de pré-temporada que não estivessem na televisão nacional. A cobertura dos jogos em espanhol é fornecida pelas estações irmãs Univision 34 (um jogo em casa) e UniMás 46 (dois jogos fora) em espanhol. Em 2016, as notícias e os destaques do Rams foram exibidos no Rams Primetime Live na KABC-TV nas noites de sábado após os jogos de futebol universitário durante a temporada regular.

### Afiliadas de rádio

#### Inglês
| Cidade                         | Sinal | Frequência        |
| ------------------------------ | ----- | ----------------- |
| Los Angeles, California (Base) | KSPN  | 710 AM            |
| Los Angeles, California (Base) | KCBS  | 93.1 FM           |
| Bakersfield, California        | KHTY  | 970 AM            |
| Banning, California            | KMET  | 1490 AM           |
| Fresno, California             | KKBZ  | 105.1 FM          |
| Las Vegas, Nevada              | KBAD  | 920 AM            |
| Palm Springs, California       | KKUU  | 103.9 FM          |
| Reno, Nevada                   | KPLY  | 630 AM            |
| Ridgecrest, California         | KWDJ  | 1360 AM           |
| Riverside, California          | KTIE  | 590 AM            |
| San Bernardino, California     | KTIE  | 590 AM            |
| Santa Barbara, California      | KTMS  | 990 AM / 97.9 FM  |
| San Diego, California          | XEPRS | 1090 AM           |
| Santa Maria, California        | KSMA  | 1240 AM / 99.5 FM |

#### Espanhol
| Cidade                                     | Sinal | Frequência |
| ------------------------------------------ | ----- | ---------- |
| Los Angeles, California (Flagship station) | KWKW  | 1330 AM    |
| Bakersfield, California                    | KWAC  | 1490 AM    |
| Fresno, California                         | KGST  | 1600 AM    |
| Las Vegas, Nevada                          | KENO  | 1450 AM    |
| Oxnard, California                         | KXLM  | 102.9 FM   |
| Oxnard, California                         | KOXR  | 910 AM     |
| Pomona, California                         | KTMZ  | 1220 AM    |
| Riverside, California                      | KCAL  | 1410 AM    |
| Sacramento, California                     | KVMX  | 980 AM     |
| San Bernardino, California                 | KCAL  | 1410 AM    |
| Ventura, California                        | KXLM  | 102.9 FM   |
| Ventura, California                        | KOXR  | 910 AM     |